# Stêr Goanez
Der Stêr Goanez ist ein Fluss in Frankreich, der im Département Finistère in der Region Bretagne verläuft. Er entspringt an der Gemeindegrenze von Loqueffret und Plonévez-du-Faou, bildet in seinem Oberlauf die Grenze zum Regionalen Naturpark Armorique, entwässert generell Richtung Süd bis Südwest durch ein gering besiedeltes Gebiet in der Landschaft Cornouaille und mündet nach rund 24 Kilometern an der Gemeindegrenze von Lennon und Châteauneuf-du-Faou als rechter Nebenfluss in die Aulne, die in diesem Bereich Teil des Canal de Nantes à Brest ist.

## Orte am Fluss
(in Fließreihenfolge)
- Loqueffret
- Lannélec, Gemeinde Le Cloître-Pleyben
- Kergonniou, Gemeinde Lennon